# Saison 2010 des Braves d'Atlanta
La Saison 2010 des Braves d'Atlanta est la 139e saison professionnelle pour cette franchise (134e en Ligue majeure) et la 45e depuis son déménagement à Atlanta. Avec 91 victoires et 71 défaites, les Braves accrochent une place en séries éliminatoires via la wild-card du meilleur deuxième en Ligue nationale. La saison s'achève en série de Division face aux futurs champions, les Giants de San Francisco (3-1).

## Intersaison

### Arrivées
- x

### Départs
- x

### Prolongations de contrats
- Le receveur David Ross accepte une prolongation de contrat en juillet 2010 pour les saisons 2011 et 2012[1].

### Grapefruit League
33 rencontres de préparation sont programmées du 2 mars au 3 avril à l'occasion de cet entraînement de printemps 2010 des Braves.
Avec 17 victoires et 12 défaites, les Braves terminent 3e de la Grapefruit League et enregistrent la 4e performance des clubs de la Ligue nationale.

## Saison régulière

### Classement
| Ligue nationale (Division Est) | V  | D  | %    | GB |
| ------------------------------ | -- | -- | ---- | -- |
| Phillies de Philadelphie       | 97 | 65 | .599 | -  |
| Braves d'Atlanta               | 91 | 71 | .562 | 6  |
| Marlins de la Floride          | 80 | 82 | .494 | 17 |
| Mets de New York               | 79 | 83 | .488 | 18 |
| Nationals de Washington        | 69 | 93 | .426 | 28 |

### Résultats
| Légende             | Légende            | Légende       |
| victoire des Braves | défaite des Braves | match reporté |
| ------------------- | ------------------ | ------------- |

#### Juillet
- Le 14 juillet, les Braves échangent le lanceur Jo-Jo Reyes et de l'arrêt-court Yunel Escobar aux Blue Jays de Toronto pour l'arrêt-court Álex González  et deux joueurs des ligues mineures (l'avant-champ Tyler Pastornicky et le lanceur Tim Collins)[3].
- Le 31 juillet, les Braves obtiennent des Royals de Kansas City le releveur Kyle Farnsworth et le voltigeur Rick Ankiel, en retour du voltigeur Gregor Blanco, du lanceur droitier Jesse Chavez et du lanceur gaucher Tim Collins[4].

## Séries éliminatoires

### Série de division
| # | Date       | Adversaire | Score | Vic.             | Déf.          | Sauv.      | Affluence | Bilan |
| - | ---------- | ---------- | ----- | ---------------- | ------------- | ---------- | --------- | ----- |
| 1 | 7 octobre  | @ Giants   | 0 - 1 | Lee (1-0)        | Lowe (0-1)    |            | 43 936    | 0-1   |
| 2 | 8 octobre  | @ Giants   | 5 - 4 | Farnsworth (1-0) | Ramirez (0-1) |            | 44 046    | 1-1   |
| 3 | 10 octobre | Giants     | 3 - 2 | Romo (1-0)       | Kimbrel (0-1) | Wilson (1) | 53 284    | 1-2   |
| 4 | 11 octobre | Giants     | 3 - 2 | Bumgarner (1-0)  | Lowe (0-2)    | Wilson (2) | 44 532    | 1-3   |